# إديث أوغدن هاريسون
إديث أوغدن هاريسون (بالإنجليزية: Edith Ogden Harrison)‏ (16 نوفمبر 1862، نيو أورلينز في الولايات المتحدة - 22 مايو 1955)؛ كاتِبة مُتخصِّصة في أدب الأطفال وروائية أمريكية.